# Liste der Superintendenten der United States Military Academy
Die folgende Liste der Superintendenten der United States Military Academy führt alle bisherigen Leiter (Superintendenten) der United States Military Academy in West Point auf.
| Name                              | Beginn der Berufung | Ende der Berufung |
| --------------------------------- | ------------------- | ----------------- |
| Jonathan Williams 1. Amtszeit     | 1801                | 1803              |
| Decius Wadsworth (kommissarisch)  | 1803                | 1805              |
| Jonathan Williams 2. Amtszeit     | 1805                | 1812              |
| Joseph Gardner Swift              | 1812                | 1814              |
| Alden Partridge                   | 1814                | 1817              |
| Sylvanus Thayer                   | 1817                | 1833              |
| René Edward De Russy              | 1833                | 1838              |
| Richard Delafield 1. Amtszeit     | 1838                | 1845              |
| Henry Brewerton                   | 1845                | 1852              |
| Robert Edward Lee                 | 1852                | 1855              |
| John Gross Barnard                | 1855                | 1856              |
| Richard Delafield 2. Amtszeit     | 1856                | 1861              |
| Pierre Gustave Toutant Beauregard | 1861                | 1861              |
| Richard Delafield 3. Amtszeit     | 1861                | 1861              |
| Alexander Hamilton Bowman         | 1861                | 1864              |
| Zealous Bates Tower               | 1864                | 1864              |
| George Washington Cullum          | 1864                | 1866              |
| Thomas Gamble Pitcher             | 1866                | 1871              |
| Thomas H. Ruger                   | 1871                | 1876              |
| John McAllister Schofield         | 1876                | 1881              |
| Oliver Otis Howard                | 1881                | 1882              |
| Wesley Merritt                    | 1882                | 1887              |
| John Grubb Parke                  | 1887                | 1889              |
| John Moulder Wilson               | 1889                | 1893              |
| Oswald Herbert Ernst              | 1893                | 1898              |
| Albert Leopold Mills              | 1898                | 1906              |
| Hugh L. Scott                     | 1906                | 1910              |
| Thomas Henry Barry                | 1910                | 1912              |
| Clarence Page Townsley            | 1912                | 1916              |
| John Biddle                       | 1916                | 1917              |
| Samuel Escue Tillman              | 1917                | 1919              |
| Douglas MacArthur                 | 1919                | 1922              |
| Fred Winchester Sladen            | 1922                | 1925              |
| Merch Bradt Stewart               | 1926                | 1927              |
| Edwin B. Winans                   | 1927                | 1928              |
| William Ruthven Smith             | 1929                | 1932              |
| William Durward Connor            | 1932                | 1938              |
| Jay Leland Benedict               | 1938                | 1940              |
| Robert Eichelberger               | 1940                | 1942              |
| Francis Bowditch Wilby            | 1942                | 1945              |
| Maxwell D. Taylor                 | 1945                | 1949              |
| Bryant Moore                      | 1949                | 1951              |
| Frederick Augustus Irving         | 1951                | 1954              |
| Blackshear M. Bryan               | 1954                | 1956              |
| Garrison H. Davidson              | 1956                | 1960              |
| William Westmoreland              | 1960                | 1963              |
| James Benjamin Lampert            | 1963                | 1966              |
| Donald V. Bennett                 | 1966                | 1969              |
| Samuel W. Koster                  | 1969                | 1970              |
| William A. Knowlton               | 1970                | 1974              |
| Sidney Bryan Berry                | 1974                | 1977              |
| Andrew J. Goodpaster              | 1977                | 1981              |
| Willard Warren Scott, Jr.         | 1981                | 1986              |
| Dave Richard Palmer               | 1986                | 1991              |
| Howard D. Graves                  | 1991                | 1996              |
| Daniel W. Christman               | 1996                | 2001              |
| William J. Lennox, Jr.            | 2001                | 2006              |
| Franklin L. Hagenbeck             | 2006                | 2010              |
| David H. Huntoon                  | 2010                | 2013              |
| Robert L. Caslen                  | 2013                | 2018              |
| Darryl A. Williams                | 2018                | 2022              |
| Steven W. Gilland                 | 2022                | amtierend         |